# استیون، پادشاه انگلستان
استیون بلوآ(به انگلیسی: Stephen of Blois) معروف به استیون آخرین پادشاه انگلستان از خاندان نورمن‌ها بود که از سال ۱۱۳۵ تا هنگام مرگش در ۲۵ اکتبر ۱۱۵۴ بر انگلستان فرمانروایی نمود. دوران حکومت او به جنگ‌های داخلی موسوم به هرج‌و‌مرج با رقیب و دختر دایی‌اش ملکه ماتیلدا گذشت که سرانجام، به معاهده والینگفورد ختم شد.

## سال‌های نخست
استفان در حدود سال ۱۰۹۶ در بلوآی فرانسه زاده شد. او پسر استفان دوم، کنت بلوآ و آدلا، دختر ویلیام پیروز بود. پدر و مادر ش او را در ۱۱۰۶ به پیش دایی ش، شاه هنری نخست فرستادند تا در دربار انگلستان پرورش یابد. استفان در حدود سال ۱۱۱۵ کنت مورتن شد و در حدود سال ۱۱۲۵ با ماتیلدا، دختر کنت بولون ازدواج کرد. ماتیلدا از مهم‌ترین حامیان استفان طی درگیری‌های پیش آمده بر سر تاج و تخت انگلستان بود.

## فرمانروایی
پس از غرق شدن و مرگ پسر هنری یکم، او دخترش امپراطریس ماتیلدا را به عنوان وارث تاج و تخت انگلستان معرفی نمود. اما پادشاهی ماتیلدا مقبول درباریان نیفتاد چون گذشته از آنکه او یک زن بود، همسرش جفری، کنت آنژو نیز از دشمنان نورمن‌ها محسوب می‌شد. با این حال استفان از نخستین بارونهایی بود که سوگند یاد کرد تا سلطنت ماتیلدا را به رسمیت بشناسد. اما با مرگ هنری یکم در سال ۱۱۳۵، استفان مدعی پادشاهی شد و چنین عنوان نمود که هنری با تغییر دادن تصمیمش در بستر مرگ، استفان را وارث خود معرفی کرده‌است.
بدین ترتیب استفان در ۲۵ دسامبر ۱۱۳۵ به عنوان پادشاه جدید انگلستان تاج‌گذاری نمود و بارون‌ها و پاپ اینوسنت دوم پادشاهی او را مورد تأیید و حمایت خود قرار دادند.

## جنگ‌های داخلی

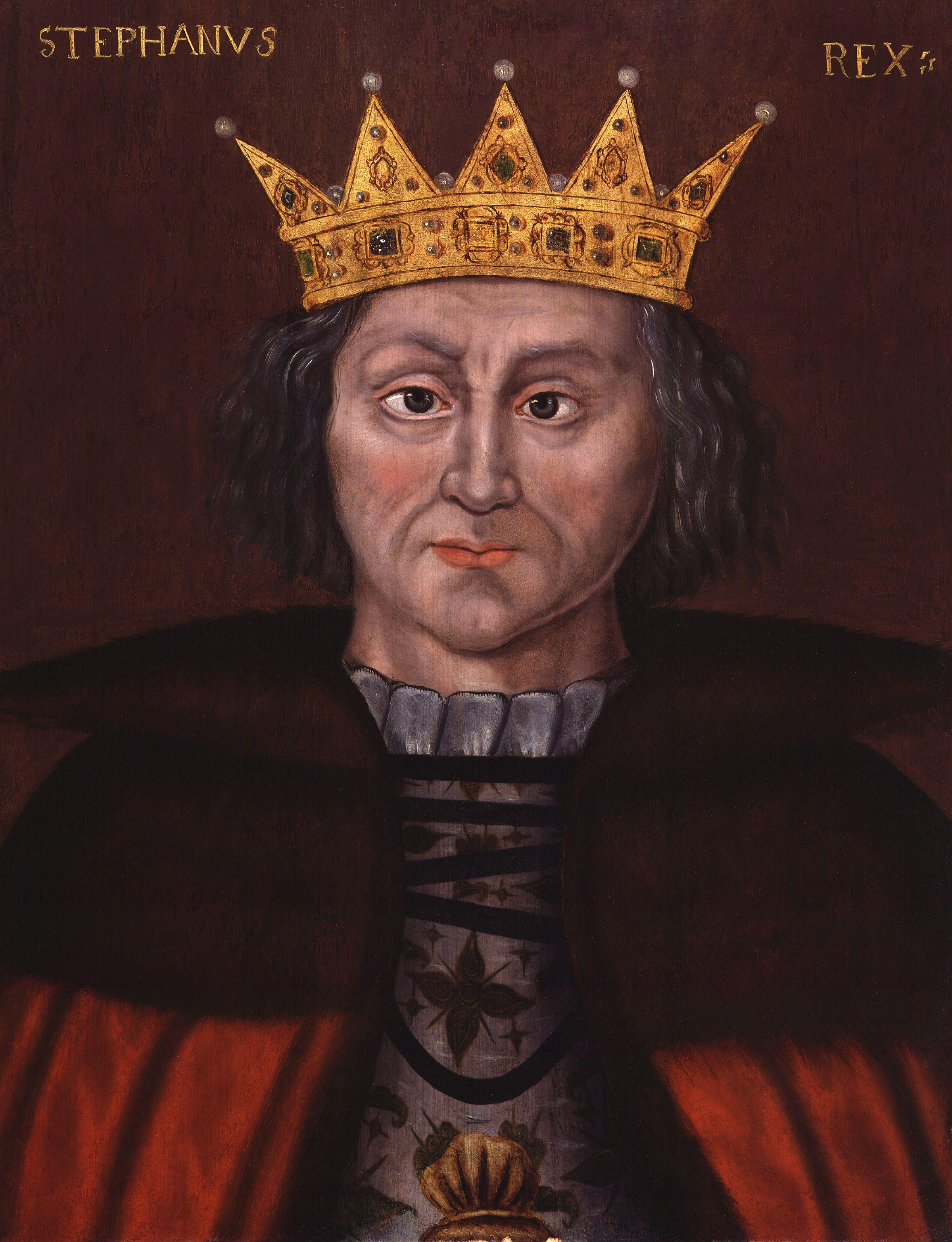

سال‌های نخستین سلطنت استفان به آرامش سپری گردید اما از تعداد حامیان او تا سال ۱۱۳۹ کاسته شد و کشور درگیر جنگی داخلی بین نیروهای استفان و ملکه ماتیلدا گردید. مردم عموماً از این جنگ با عنوان آنارشی نام می‌بردند.
استفان در فوریهٔ ۱۱۴۱ و طی نبرد لینکلن از نیروهای ملکه ماتیلدا شکست خورد و به اسارت درآمد. او را در بریستول زندانی نمودند اما همسر استفان با برانگیختن حمایت بارون‌ها و مردم لندن موفق به بیرون راندن ماتیلدا از لندن شد. با به اسارت درآمدن ارل گلاستر، برادر ناتنی ملکه ماتیلدا که در عین حال تواناترین فرماندهٔ نظامی او نیز به‌شمار می‌رفت، ماتیلدا چاره‌ای جز تبادل استفان با برادرش نداشت و بدین ترتیب استفان بار دیگر در نوامبر همان‌سال بر تخت پادشاهی نشست.
سپاهیان استفان در سال ۱۱۴۲ اقدام به محاصرهٔ ملکه در آکسفورد نمودند اما ماتیلدا موفق به فرار از حلقهٔ محاصرهٔ آنها شد. او سپس به تقویت نیروهای خود در غرب کشور پرداخت و همسرش جفری، کنت آنژو موفق به فتح نورماندی تا ۴۵–۱۱۴۴ شد.

## مصالحه و مرگ
استفان علاوه بر تهدیدهای ملکه ماتیلدا، درگیر شورش‌های بارونی نیز بود. سرانجام استفان پس از ۱۸ سال جنگ داخلی و به دنبال مرگ پسر و وارث خود یوستاس در سال ۱۱۵۳، با ملکه ماتیلدا طی عهدنامهٔ ولینگفورد مصالحه نمود و فرزند او هنری را جانشین خود معرفی کرد.
استفان در ۲۵ اکتبر ۱۱۵۴ در دوور درگذشت و جسدش را در کلیسای فاورشام که توسط او و همسرش ماتیلدا در سال ۱۱۴۸ بنیاد گذاشته شده بود به خاک سپردند.